# Liste der Biografien/Heno
Liste der Biografien |
Portal Biografien |
Personensuche
# |
A |
B |
C |
D |
E |
F |
G |
H |
I |
J |
K |
L |
M |
N |
O |
P |
Q |
R |
S |
T |
U |
V |
W |
X |
Y |
Z |
?
 
Ha |
Hd |
He |
Hi |
Hj |
Hk |
Hl |
Hm |
Hn |
Ho |
Hr |
Hs |
Ht |
Hu |
Hv |
Hw |
Hy
 
Hea |
Heb |
Hec |
Hed |
Hee |
Hef |
Heg |
Heh |
Hei |
Hej |
Hek |
Hel |
Hem |
Hen |
Heo |
Hep |
Heq |
Her |
Hes |
Het |
Heu |
Hev |
Hew |
Hex |
Hey |
Hez
 
Hena |
Henb |
Henc |
Hend |
Hene |
Henf |
Heng |
Henh |
Heni |
Henj |
Henk |
Henl |
Henm |
Henn |
Heno |
Henq |
Henr |
Hens |
Hent |
Henu |
Henv |
Henw |
Heny |
Henz
Die Liste der Biografien führt alle Personen auf, die in der deutschsprachigen Wikipedia einen Artikel haben. Dieses ist eine Teilliste mit 14 Einträgen von Personen, deren Namen mit den Buchstaben „Heno“ beginnt.

## Heno

### Henoc
- Henoch, Eduard Heinrich (1820–1910), deutscher Mediziner
- Henoch, Gustav (1834–1898), deutscher Bergbau-Ingenieur
- Henoch, Hubert (* 1874), deutscher Kolonialpublizist, Zeitschriftenherausgeber und Beauftragter für Auswanderungsfragen
- Henoch, Israel Moses (1770–1844), Unternehmer, Bankier und gilt als Begründer des Berliner Nahverkehrs
- Henoch, Lilli (* 1899), deutsche Leichtathletin und TurnlehrerinLilli Henoch (* 1899)

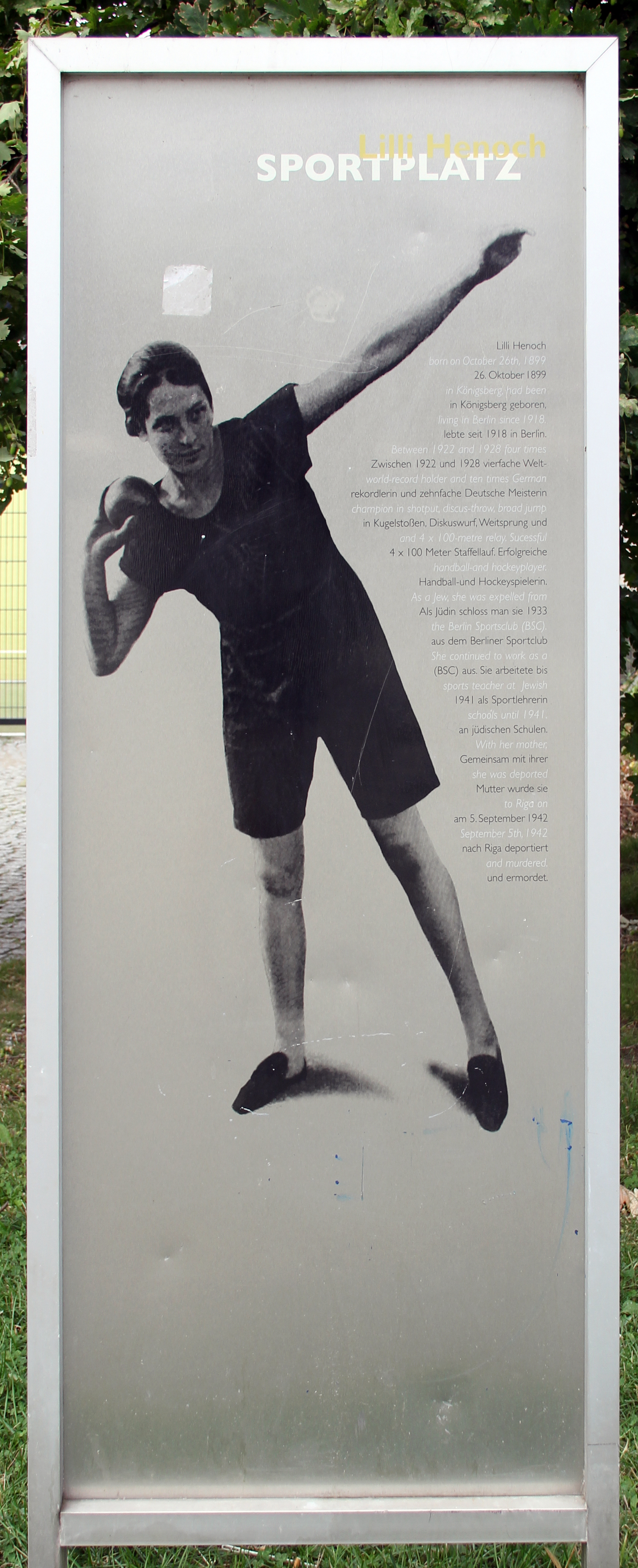
Lilli Henoch (* 1899)

- Henocq, Benjamin (* 1977), französischer Jazz- und Fusionmusiker (Schlagzeug, Komposition, Arrangement)
- Hénocque, Narcisse (1879–1952), französischer Maler

### Henon
- Hénon, Michel (1931–2013), französischer Mathematiker und Astronom der am Observatorium (Observatoire de la Côte d’Azur) in Nizza forschte

### Henot
- Henot, Hartger (1571–1637), deutscher Geistlicher, Kölner Domherr
- Henot, Jacob († 1625), Postmeister und Postorganisator
- Henot, Katharina († 1627), Kölner Patrizierin

### Henou
- Henoumont, Carl Joseph (1750–1816), deutscher Rechtswissenschaftler
- Henoumont, Edmund (1831–1910), preußischer und russischer Offizier sowie deutscher Dramatiker
- Henouville, Theodore d’ (1715–1768), französischer Arzt und Chemiker